# Xatrac becgròs
El xatrac becgròs (Phaetusa simplex) és una espècie d'ocell de la família dels làrids (Laridae) i única espècie del gènere Phaetusa. Habita rius i llacs de les terres baixes d'Amèrica del Sud, des de Veneçuela i Guaiana, fins al nord de l'Argentina i l'Uruguai.